# Tupi-Sprache
Die Tupi-Sprache (Betonung auf dem i; portugiesisch tupi, spanisch tupí) ist eine Sprache, die vor der Conquista und während der portugiesischen Kolonialzeit über ein weites Gebiet entlang der gesamten Atlantikküste Brasiliens gesprochen wurde. Die tupisprachigen Ethnien werden als Tupi bezeichnet. Aus Varianten des Tupi entwickelten sich zwei Verkehrssprachen, die als Lingua franca in Brasilien dienten, und zwar im Gebiet entlang der Küste bzw. in Amazonien.
Als die Portugiesen mit der Eroberung Brasiliens begannen, fanden sie heraus, dass die Ureinwohner entlang der riesigen Küste überall nahe miteinander verwandte Mundarten sprachen, so dass sie von der „Allgemeinen Sprache“ (Lingua geral) sprachen. Die Jesuiten schrieben die Sprache auf und verwendeten sie für die Missionierung. Dabei entwickelten sich zwei Tupi-Varianten als Verkehrssprache.
Grundlage für die Südliche Allgemeine Sprache (Língua geral austral oder Língua geral paulista) war das Tupi der Region São Paulo (bei SIL International Tupí [tpw], auch Alt-Tupí oder Tupí antigo). Diese Sprache war bis ins 18. Jahrhundert Hauptverkehrssprache der portugiesischen Kolonie Brasilien, auch für die weißen Einwanderer. Nach der Vertreibung der Jesuiten 1759 verlor sie an Bedeutung, wurde im Zuge der verstärkten portugiesischen Einwanderung vom Portugiesischen verdrängt und starb im 19. Jahrhundert aus.
Auch die Allgemeine Sprache Amazoniens (Língua geral amazônica), welche auf der Tupi-Mundart der Tupinambá (bei SIL Tupinambá [tpn], gesprochen zwischen Rio de Janeiro und Amazonas) beruhte und als Verständigungsmittel zwischen sprachlich völlig unterschiedlichen indigenen Ethnien wie auch mit den Weißen diente, wurde vom Portugiesischen zurückgedrängt. Es gibt jedoch noch etwa 8.000 Sprecher im Gebiet des Rio Negro, wo es unter dem Namen Nheengatu (‚gute Sprache‘) bekannt ist.
Zu den Tupi-Sprachen (oder – je nach Sicht – Tupi-Mundarten, gemeint ist nicht die Tupi-Sprachfamilie / Tupian gemäß SIL) innerhalb der Tupí-Guaraní-Sprachen gehören neben den ausgestorbenen Sprachen Alt-Tupi (São Paulo), Tupinambá, Tupinkin und Potiguara nur noch drei überlebende Sprachen: Nheengatu, Omagua und Cocama. Die beiden letztgenannten sind jedoch fast ausgestorben. Eng verwandt mit diesen Sprachen ist auch Guarani mit seinen verschiedenen Varianten.
Das Tupi hat den Wortschatz des brasilianischen Portugiesisch um hunderte von Wörtern erweitert, vor allem aus dem Bereich der Botanik und Zoologie. Zu den Tupi-Wörtern, die bis ins Deutsche gelangt sind, gehören  unter anderem Piranha (‚Zahn-Fisch‘), Tapir, Kinkaju (auch Wickel- oder Honigbär), Kaschu (auch Cashew, ‚Nierenbaum‘), Maracuja (‚Pflanze, die Früchte gibt‘), Maniok und Carioca (‚Haus des weißen Mannes‘, die Bezeichnung für einen Einwohner von  Rio de Janeiro). Die beiden wohl bekanntesten Wörter der Tupi-Sprache im Deutschen sind Ananas (‚gutriechende Frucht‘) und Jaguar (‚Dschungelhund‘).
Das Wort tupi selbst bedeutet ‚großer Vater‘ oder ‚Führer‘.
Die folgende Tabelle zeigt Formen der Verben gûatá ‚laufen‘, nhan ‚rennen‘, îuká ‚töten‘ und tym ‚begraben‘ aus der Tupi-Sprache und ihre portugiesischen Entsprechungen: